# I Ain't No Quitter
Singles de Shania Twain
Don't!
(2005) Shoes
(2005)
I Ain't No Quitter est le dernier extrait de la compilation Greatest Hits de Shania Twain.

## Charts mondiaux
Aux États-Unis, sur les palmarès country, la chanson débute 55e position le 21 mai 2005 et sera en 45e position le 2 juillet 2005. Il s'agit de la plus haute position depuis God Bless The Child qui a atteint la 48e position.

## Vidéoclip
La vidéo a été À Tijuana au Mexique, a été dirigée par Wayne Isham (qui dirigé le clip Don't) et sera lancée le 5 mai 2005. Sur cette vidéo, Shania est dans un bar country, avec de la danse country et aussi la danse Hip-Hop. La vidéo est basée sur le thème de la chanson et Shania porte un chapeau de cowboy sur scène.

## Charts mondiaux
| Pays                             | Meilleure Position |
| -------------------------------- | ------------------ |
| Canada                           | 22                 |
| États-Unis Billboard Hot Country | 45                 |